# Condado de Ouachita
O Condado de Ouachita é um dos 75 condados do estado americano do Arkansas. A sede do condado é Camden.
O condado possui uma área de 1 917 km² (dos quais 18 km² estão cobertos por água), uma população de 28 790 habitantes, e uma densidade populacional de 15 hab/km² (segundo o censo nacional de 2000).
O condado foi fundado em 29 de novembro de 1842.